# Ringarums distrikt
Ringarums distrikt är ett distrikt i Valdemarsviks kommun och Östergötlands län. 
Distriktet ligger nordväst om Valdemarsvik. 

## Tidigare administrativ tillhörighet
Distriktet inrättades 2016 och utgörs av socken Ringarum i Valdemarsviks kommun.
Området motsvarar den omfattning Ringarums församling hade vid årsskiftet 1999/2000.